# Жуниор Годой
Луи́с Анто́нио де Годо́й А́лвес Жу́ниор (порт.-браз. Luiz Antônio de Godoy Alves Júnior; род. 20 сентября 1978, Сан-Паулу) — бразильский футболист, игравший на позиции полузащитника.

## Биография
Начал заниматься футболом в Бразилии в 13 лет. После занимался в детской школе «Палмейраса». Также есть информация, что он занимался в клубе «Сан-Паулу». В 19 лет он подписал первый профессиональный контракт с «Палмейрасом». Затем защищал цвета клуба «Униан Барбаренсе».
В зимнее межсезонье 2003/04 Жуниор перешёл в симферопольскую «Таврию», благодаря своему агенту. В команде вместе с ним играл соотечественник Эдмар. В чемпионате Украины дебютировал 14 марта 2004 года в матче против киевского «Динамо» (0:0). 6 ноября 2005 года в матче против «Волыни» (1:2), Жуниор забил гол и тем самым стал автором 500-го гола «Таврии» в чемпионатах Украины. В команде стал основным игроком, в Высшей лиге сыграл 70 матчей и забил 11 голов, в Кубке Украины провёл 8 матчей и забил 1 мяч. «Таврию» покинул из-за разногласия с тренером Михаилом Фоменко.
В конце августа 2006 года перешёл на правах свободного агента в варшавскую «Легию», подписав четырёхлетний контракт. Клуб за него заплатил 500 тысяч евро. Хотя также в интернете появилась информация, что Жуниор может перейти в румынские «Стяуа» и «Рапид». В Экстраклассе дебютировал 8 сентября 2006 года в матче против «Арки» (1:1). 14 сентября 2006 года дебютировал в еврокубках в матче Кубка УЕФА против «Аустрии» (1:1), на 44 минуте Жуниор забил гол в ворота Сабольча Шафара. «Аустрию» «Легия» не смогла пройти, в следующем матче проиграв (1:0). В «Легии» он получил травму колена, на восстановление ушло 7 месяцев. В сезоне 2006/07 «Легия» стала бронзовым призёром чемпионата, уступив «Белхатуву» и любинскому «Заглембе». Жуниор провёл 13 матчей и забил 1 гол в чемпионате, также сыграл в 1 матче Кубка Польши и в Кубке Экстраклассы провёл 2 матча и забил 1 мяч.
Зимой 2008 года побывал на просмотре в харьковском «Металлисте», но клубу не подошёл.

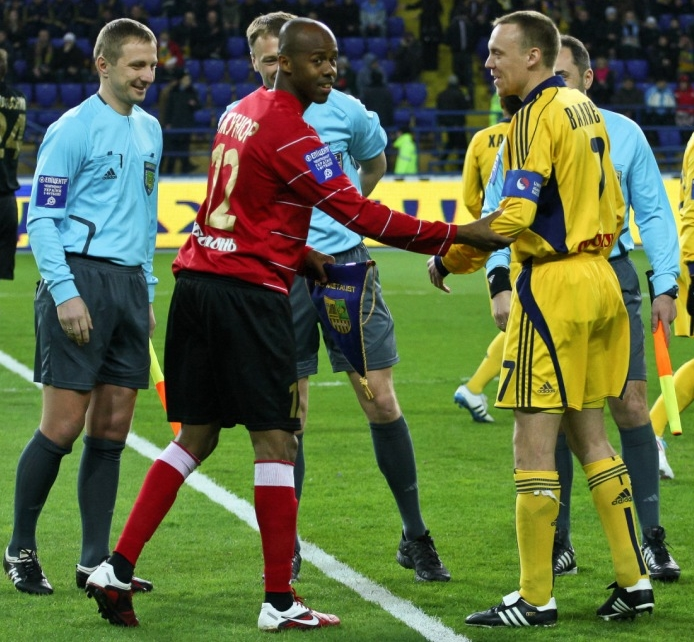
В игре за запорожский «Металлург».

В сентябре 2008 года подписал контракт с луганской «Зарёй». В команде дебютировал 20 сентября 2008 года в матче против «Харькова» (2:3), на 27-й минуте он забил гол в ворота Дмитрия Стойко. В сезоне 2008/09 Жуниор стал основным игроком команды, сыграв 14 матчей и забив 4 гола. Летом 2009 года покинул клуб, после стал тренировать юношей в Бразилии и поддерживать игровую форму. В январе 2010 года получил статус свободного агента.
После выступал в бразильском клубе «Вила-Нова» из города Гояния в Серия B, провёл 20 матчей и забил 1 мяч. В том сезоне «Вила-Нова» заняла 16-е место из 20 команд и только по разнице забитых и пропущенных голов не вылетела в Серию С. Затем играл за команду «Лондрина» из одноимённого города.
В сентябре 2010 года подписал контракт с запорожским «Металлургом». В составе команды дебютировал 26 сентября 2010 года в выездном матче против полтавской «Ворсклы» (2:1), Жуниор начал матч в основе, но в перерыве был заменён на Сергея Сидорчука. В октябре 2010 года вместе с командой стал победителем Кубка Кучеревского, в финале «Металлург» обыграл днепропетровский «Днепр» (2:3). 21 ноября 2010 года в матче против львовских «Карпат» (0:0) Жуниор после столкновения с вратарём гостей Виталием Руденко получил тяжёлую травму, его вынесли с поля на носилках и отвезли в машине скорой помощи в больницу. Там ему под наркозом выправили плечо, после чего он не мог играть в течение нескольких месяцев.
В «Металлурге» Жуниор стал основным игроком и лидером команды, также он выступал в качестве капитана. По итогам сезона 2010/11 «Металлург» занял последнее 16 место и вылетел в Первую лигу Украины. В этом сезоне он забил 2 мяча в 19 матчах.

## Достижения
- Бронзовый призёр чемпионата Польши (1): 2006/07

## Личная жизнь
Женат, вместе воспитывают ребёнка. Любит проводить время в интернете и играть в компьютерные игры.